# تام شیلز
تام شیلز (انگلیسی: Tom Shales؛ زادهٔ ۳ نوامبر ۱۹۴۴) نقاد و نویسنده اهل ایالات متحده آمریکا است.